# Annuitätsprinzip
Das Annuitätsprinzip (lat. annus ‚Jahr‘) beschreibt im politisch-öffentlichen Sinn die Beschränkung einer Amtsperiode auf ein Jahr. 
In der Antike kam das Annuitätsprinzip bei der Besetzung wichtiger Ämter oft zur Anwendung. Dabei stand es, wie im Fall des Römischen Reiches, in engem Zusammenhang zum Übergang vom Königtum zur Republik, da die periodisch übertragenen Befugnisse die individuelle Macht der Beamten einschränkten.
Später wurden auch die Ämter in der frühen Phase der amerikanischen Demokratie nach dem Annuitätsprinzip vergeben. Beispiele für die heutige Anwendung finden sich in der jährlichen Rotation des Amtes des Bundesratspräsidenten in der Bundesrepublik Deutschland. Auch in der Schweiz wird jährlich ein neuer Bundespräsident gewählt.